# Argyrotheca cuneata
Argyrotheca cuneata é uma espécie de braquiópode pertencente à família Megathyrididae.
A autoridade científica da espécie é Risso, tendo sido descrita no ano de 1826.
Trata-se de uma espécie presente no território português, incluindo a sua zona económica exclusiva.